# Eusebio Di Francesco
Eusebio Di Francesco (* 8. září 1969, Pescara, Itálie) je italský fotbalový trenér a bývalý fotbalový záložník. Od sezony 2023/24 vede italský klub Benátky.

## Hráčská kariéra
S fotbalem začínal v Empoli a v 18 letech nastoupil poprvé za dospělý tým v domácím poháru. Za první dva roky nastoupil do jednoho prvoligového utkání. Od sezony 1988/89 byl již stálým členem již v druholigovém a poté i třetiligovém týmu. V roce 1991 přestoupil do druholigové Lucchese, za které odehrál celkem za čtyři roky 148 utkání.
Další prvoligové zápasy odehrál v sezoně 1995/96 již v dresu Piacenzi. Poté po dvou letech přestoupil do Říma, kde odehrál své první zápasy v evropských pohárech. Za vlky odehrál čtyři roky a odehrál za ně celkem 129 utkání a vstřelil 16 branek. Nejlepším výsledkem byl titul v lize v sezoně 2000/01.
Po vyhrané sezoně se vrátil na dva roky do Piacenze. Další zápasy přidal i v dresu Ancony a Perugie se kterou v sezoně 2003/04 sestoupil a následující sezona byl jeho poslední a ukončil kariéru.
Za reprezentaci Itálie odehrál 13 utkání a vstřelil jednu branku. První zápas odehrál 5. září 1998 proti Walesu (2:0). Jedinou branku vstřelil v přátelském utkání proti All Stars k oslavě 100. výročí FIGC. Poslední utkání odehrál v roce 2000.

## Hráčská statistika
| Sezóna             | Klub               | Liga               | Liga   | Liga | Ligové poháry | Ligové poháry | Ligové poháry | Kontinentální poháry | Kontinentální poháry | Kontinentální poháry | Celkem | Celkem |
| Sezóna             | Klub               | Soutěž             | Zápasy | Góly | Soutěž        | Zápasy        | Góly          | Soutěž               | Zápasy               | Góly                 | Zápasy | Góly   |
| ------------------ | ------------------ | ------------------ | ------ | ---- | ------------- | ------------- | ------------- | -------------------- | -------------------- | -------------------- | ------ | ------ |
| 1986/87            | Empoli             | Serie A            | 0      | 0    | IP            | 1             | 0             | -                    | 0                    | 0                    | 1      | 0      |
| 1987/88            | Empoli             | Serie A            | 1      | 0    | IP            | 4             | 0             | -                    | 0                    | 0                    | 5      | 0      |
| 1988/89            | Empoli             | Serie B            | 34     | 0    | IP            | 5             | 0             | -                    | 0                    | 0                    | 39     | 0      |
| 1989/90            | Empoli             | Serie C1           | 33     | 1    | IP            | 1             | 0             | -                    | 0                    | 0                    | 34     | 1      |
| 1990/91            | Empoli             | Serie C1           | 34     | 2    | IP            | 2             | 0             | -                    | 0                    | 0                    | 36     | 2      |
| Celkem za Empoli   | Celkem za Empoli   | Celkem za Empoli   | 102    | 3    | -             | 13            | 0             | -                    | 0                    | 0                    | 115    | 3      |
| 1991/92            | Lucchese           | Serie B            | 33     | 2    | IP            | 4             | 0             | -                    | 0                    | 0                    | 37     | 2      |
| 1992/93            | Lucchese           | Serie B            | 34     | 3    | IP            | 1             | 0             | -                    | 0                    | 0                    | 35     | 3      |
| 1993/94            | Lucchese           | Serie B            | 36     | 0    | IP            | 3             | 0             | -                    | 0                    | 0                    | 39     | 0      |
| 1994/95            | Lucchese           | Serie B            | 36     | 7    | IP            | 1             | 0             | -                    | 0                    | 0                    | 37     | 7      |
| Celkem za Lucchese | Celkem za Lucchese | Celkem za Lucchese | 139    | 12   | -             | 9             | 0             | -                    | 0                    | 0                    | 148    | 12     |
| 1995/96            | Piacenza           | Serie A            | 33     | 2    | IP            | 1             | 0             | -                    | 0                    | 0                    | 34     | 2      |
| 1996/97            | Piacenza           | Serie A            | 34+1   | 3    | IP            | 1             | 0             | -                    | 0                    | 0                    | 36     | 3      |
| 1997/98            | Řím                | Serie A            | 33     | 4    | IP            | 5             | 1             | -                    | 0                    | 0                    | 38     | 5      |
| 1998/99            | Řím                | Serie A            | 33     | 8    | IP            | 4             | 0             | PU                   | 7                    | 0                    | 44     | 8      |
| 1999/00            | Řím                | Serie A            | 30     | 2    | IP            | 4             | 1             | PU                   | 7                    | 0                    | 41     | 3      |
| 2000/01            | Řím                | Serie A            | 25     | 0    | IP            | 0             | 0             | PU                   | 1                    | 0                    | 6      | 0      |
| Celkem za Řím      | Celkem za Řím      | Celkem za Řím      | 101    | 14   | -             | 13            | 2             | -                    | 15                   | 0                    | 129    | 16     |
| 2001/02            | Piacenza           | Serie A            | 31     | 6    | IP            | 3             | 1             | -                    | 0                    | 0                    | 34     | 7      |
| 2002/03            | Piacenza           | Serie A            | 30     | 6    | IP            | 1             | 0             | -                    | 0                    | 0                    | 31     | 6      |
| Celkem za Piacenzu | Celkem za Piacenzu | Celkem za Piacenzu | 128+1  | 17   | -             | 6             | 1             | -                    | 0                    | 0                    | 136    | 18     |
| 2003/04            | Ancona             | Serie A            | 10     | 0    | IP            | 1             | 0             | -                    | 0                    | 0                    | 11     | 0      |
| 2004               | Perugia            | Serie A            | 12+2   | 1+0  | IP            | 0             | 0             | PU                   | 2                    | 0                    | 16     | 1      |
| 2004/05            | Perugia            | Serie B            | 23+3   | 1+0  | IP            | 3             | 1             | -                    | 0                    | 0                    | 29     | 2      |
| Celkem za Perugii  | Celkem za Perugii  | Celkem za Perugii  | 35+5   | 2    | -             | 3             | 1             | -                    | 2                    | 0                    | 45     | 3      |
| Celkově            | Celkově            | Celkově            | 515+6  | 48   | -             | 44            | 4             | -                    | 17                   | 0                    | 582    | 52     |

## Trenérská kariéra
První trenérské angažmá měl v třetiligové Virtus Lanciano, jenže po 20 zápasech byl odvolán. Další klub byla Pescara, kde nahradil odvolaného trenéra a dovedl klub k vítězství play off a postoupil do 2. ligy. Následující sezonu zakončil na 13. místě a po sezoně přijal nabídku prvoligové Lecce, kterou vedl 13 utkání, když byl odvolán.
Dne 19. června 2012 se stal trenérem Sassuola, kde strávil necelých pět sezon. Hned v první sezoně slavil vítězství ve 2. lize. V následující sezoně byl nejprve v lednu odvolán, ale za měsíc a půl byl opět přiveden zpět. Do poslední sezony 2016/17 u týmu bylo nejlepší umístění 6. místo v sezoně 2015/16 a v následující sezoně byl v EL, kde skončil základní části.
Další angažmá získal v klubu kde získal jako hráč titul. Po skončení smlouvy v Sassuolu podepsal novou v Římě. V lize dovedl klub na 3. místo a v LM do semifinále. Poté prodloužil smlouvu do roku 2020, jenže po vyřazení v osmifinále LM 2018/19 proti Portu byl odvolán.
Sezonu 2019/20 začal v Sampdorii, jenže po 7 kolech měl tým 3 body a byl odvolán. Další angažmá získal v sezoně 2020/21 v Cagliari, ale z 23 utkání 14 prohrál a byl odvolán. Sezonu 2021/22 začal ve Veroně, ale po třech prohrách byl odvolán. Další angažmá získal u nováčka Serie A Frosinone v sezoně 2023/24. Po nevydařené sestupové sezoně se s klubem rozloučil a od sezony 2024/25 je trenérem Benátek.

## Trenérská statistika
| Sezóna  | Klub            | Liga       | Liga   | Liga  | Liga   | Liga   | Liga                                             | Národní poháry | Národní poháry | Národní poháry | Národní poháry | Národní poháry | Národní poháry | Kontinentální poháry | Kontinentální poháry | Kontinentální poháry | Kontinentální poháry | Kontinentální poháry | Kontinentální poháry | Celkem | Celkem | Celkem | Celkem |
| Sezóna  | Klub            | Soutěž     | Zápasy | Výhry | Remízy | Prohry | Umístění                                         | Soutěž         | Zápasy         | Výhry          | Remízy         | Prohry         | Úspěch         | Soutěž               | Zápasy               | Výhry                | Remízy               | Prohry               | Úspěch               | Zápasy | Výhry  | Remízy | Prohry |
| ------- | --------------- | ---------- | ------ | ----- | ------ | ------ | ------------------------------------------------ | -------------- | -------------- | -------------- | -------------- | -------------- | -------------- | -------------------- | -------------------- | -------------------- | -------------------- | -------------------- | -------------------- | ------ | ------ | ------ | ------ |
| 2008/09 | Virtus Lanciano | Lega Pro 1 | 20     | 6     | 3      | 11     | Propuštěn v led.                                 | -              | 0              | 0              | 0              | 0              | -              | -                    | 0                    | 0                    | 0                    | 0                    | -                    | 20     | 6      | 3      | 11     |
| 2010    | Pescara         | Lega Pro 1 | 15+4   | 8+2   | 4+2    | 3      | Nastoupil v led. 2. místo (postup)               | -              | 0              | 0              | 0              | 0              | -              | -                    | 0                    | 0                    | 0                    | 0                    | -                    | 19     | 10     | 6      | 3      |
| 2010/11 | Pescara         | Serie B    | 42     | 14    | 11     | 17     | 13. místo                                        | IP             | 1              | 0              | 0              | 0              | -              | -                    | 0                    | 0                    | 0                    | 0                    | -                    | 43     | 14     | 11     | 18     |
| 2011    | Lecce           | Serie A    | 13     | 2     | 2      | 9      | Propuštěn v pro.                                 | IP             | 1              | 0              | 0              | 1              | -              | -                    | 0                    | 0                    | 0                    | 0                    | -                    | 14     | 2      | 2      | 10     |
| 2012/13 | Sassuolo        | Serie B    | 42     | 25    | 10     | 7      | 1. místo (postup)                                | IP             | 2              | 1              | 0              | 1              | -              | -                    | 0                    | 0                    | 0                    | 0                    | -                    | 44     | 26     | 10     | 8      |
| 2013/14 | Sassuolo        | Serie A    | 33     | 9     | 7      | 17     | Trenérem od 1.–21. kola a 27.–38. kola 17. místo | IP             | 2              | 1              | 0              | 1              | -              | -                    | 0                    | 0                    | 0                    | 0                    | -                    | 35     | 10     | 7      | 18     |
| 2014/15 | Sassuolo        | Serie A    | 38     | 12    | 13     | 13     | 12. místo                                        | IP             | 3              | 2              | 0              | 1              | -              | -                    | 0                    | 0                    | 0                    | 0                    | -                    | 41     | 14     | 13     | 14     |
| 2015/16 | Sassuolo        | Serie A    | 38     | 16    | 13     | 9      | 6. místo                                         | IP             | 2              | 1              | 0              | 1              | -              | -                    | 0                    | 0                    | 0                    | 0                    | -                    | 40     | 17     | 13     | 10     |
| 2016/17 | Sassuolo        | Serie A    | 38     | 13    | 7      | 18     | 12. místo                                        | IP             | 1              | 0              | 0              | 1              | -              | EL                   | 10                   | 3                    | 4                    | 3                    | Osmifinále           | 49     | 16     | 11     | 22     |
| 2017/18 | Řím             | Serie A    | 38     | 23    | 8      | 7      | 3. místo                                         | IP             | 1              | 0              | 0              | 1              | -              | LM                   | 12                   | 6                    | 2                    | 4                    | Semifinále           | 51     | 29     | 10     | 12     |
| 2018/19 | Řím             | Serie A    | 26     | 12    | 8      | 6      | Propuštěn v bře.                                 | IP             | 2              | 1              | 0              | 1              | -              | LM                   | 8                    | 4                    | 0                    | 4                    | -                    | 36     | 17     | 8      | 11     |
| 2019    | Sampdoria       | Serie A    | 7      | 1     | 0      | 6      | Trenérem od 1.–7. kola                           | IP             | 1              | 1              | 0              | 0              | -              | -                    | 0                    | 0                    | 0                    | 0                    | -                    | 8      | 2      | 0      | 6      |
| 2020/21 | Cagliari        | Serie A    | 23     | 3     | 6      | 14     | Trenérem od 1.–23. kola                          | IP             | 3              | 2              | 0              | 1              | -              | -                    | 0                    | 0                    | 0                    | 0                    | -                    | 26     | 5      | 6      | 15     |
| 2021    | Verona          | Serie A    | 3      | 0     | 0      | 3      | Trenérem od 1.–3. kola                           | IP             | 1              | 1              | 0              | 0              | -              | -                    | 0                    | 0                    | 0                    | 0                    | -                    | 4      | 1      | 0      | 3      |
| 2023/24 | Frosinone       | Serie A    | 38     | 8     | 11     | 19     | 18. místo (sestup)                               | IP             | 4              | 3              | 0              | 1              | -              | -                    | 0                    | 0                    | 0                    | 0                    | -                    | 42     | 11     | 11     | 20     |
| 2024/25 | Benátky         | Serie A    | ?      | ?     | ?      | ?      | ?. místo                                         | IP             | ?              | ?              | ?              | ?              | -              | -                    | 0                    | 0                    | 0                    | 0                    | -                    | ?      | ?      | ?      | ?      |
| Celkově | Celkově         | Celkově    | 417    | 154   | 105    | 158    | -                                                | -              | 28             | 14             | 3              | 11             | -              | -                    | 30                   | 13                   | 6                    | 11                   | -                    | 475    | 181    | 114    | 180    |

## Úspěchy

### Hráčské
- vítěz 1. italské ligy (1x)

Řím: 2000/01

### Trenérské
- vítěz 2. italské ligy (1x)

Sassuolo: 2012/13